# Al-Maḥmūdiyah
Al-Maḥmūdiyah es un distrito de la gobernación de Behera, Egipto. En julio de 2017 tenía una población estimada de 281 455 habitantes.
Se encuentra ubicado al norte del país, cerca de la costa del mar Mediterráneo y a poca distancia al oeste de El Cairo.